# Fufius annulipes
Fufius annulipes là một loài nhện trong họ Cyrtaucheniidae. Loài này phân bố ờ Colombia.